# Livro de Linhagens
El Livro de Linhagens do conde D. Pedro, también llamado Terceiro Livro de Linhagens, es un libro de linajes nobiliarios escrito en la Edad Media, en torno al año 1344, por Pedro Alfonso, conde de Barcelos. El libro está considerado como el más importante de los nobiliarios medievales en la península ibérica.